# 5upよしもと ガチモリ
5upよしもと ガチモリは、ラジオ大阪で2011年1月31日から2013年3月28日まで放送されていたラジオ番組である。

## 放送時間
- 毎週月曜～木曜　22:30 - 23:30

## 概要
- 吉本興業所属で、5upよしもとを中心に活動する若手お笑い芸人がパーソナリティを日替わりで務める。baseよしもとが5upよしもとにリニューアルされた際、前身番組である『baseよしもと ナマワラb』から現在のタイトルに変更。

## 出演者の変遷
| 期間                          | 月           | 火                 | 水       | 木         |
| ----------------------------- | ------------ | ------------------ | -------- | ---------- |
| 2011年1月31日 - 2012年3月29日 | ジャルジャル | スマイル           | 銀シャリ | かまいたち |
| 2012年4月2日 - 2013年3月28日  | ジャルジャル | スーパーマラドーナ | 天竺鼠   | かまいたち |

## コーナー
月曜
- ジャルメールのコーナー
- ジャル喜利のコーナー
- ジャルジャルどっち派!?のコーナー
- 今日のジャルジャルに一言！
- ジャルジャルアドリブショーR

火曜
- 田中越え大喜利
- 誰に相談してんねん！
- マラドーナの「神の手」
- 悩み DE タナカルチョ

水曜
- ピンポイントあるある
- クイズ！今日の安田

木曜
- 99Q
- ノリノリテレフォン歌い出しだけよろしく
- ガチバトル